# Kerk van Vestermarie
De Kerk van Vestermarie (Deens: Vestermarie Kirke) is een kerkgebouw in het kleine kerkdorp Vestermarie, circa 8 km oostelijk van Rønne, op het Deense eiland Bornholm. Het huidige neoromaanse gebouw verving bij de bouw een middeleeuwse Mariakerk uit de 14e eeuw.

## Geschiedenis
De middeleeuwse kerk werd voor het eerst in 1335 genoemd in verband met de wijding van het godshuis aan de heilige Maagd Maria. Het gebouw was voornamelijk opgetrokken van veldstenen. Koor, kerkschip en de westelijke toren dateerden uit de romaanse periode, het zuidelijke portaal was een gotische toevoeging. De apsis werd al in 1861 gesloopt in verband met een kleine verlenging van het koor. In het midden van de jaren 1880 werd de hele kerk afgebroken.
De nieuwe kerk werd op 19 juli 1885 ingewijd. Het gebouw in neoromaanse stijl werd ontworpen door Mathias Bidstrup en bestaat uit een koor met apsis, een kerkschip en een toren met piramidedak.

## Interieur

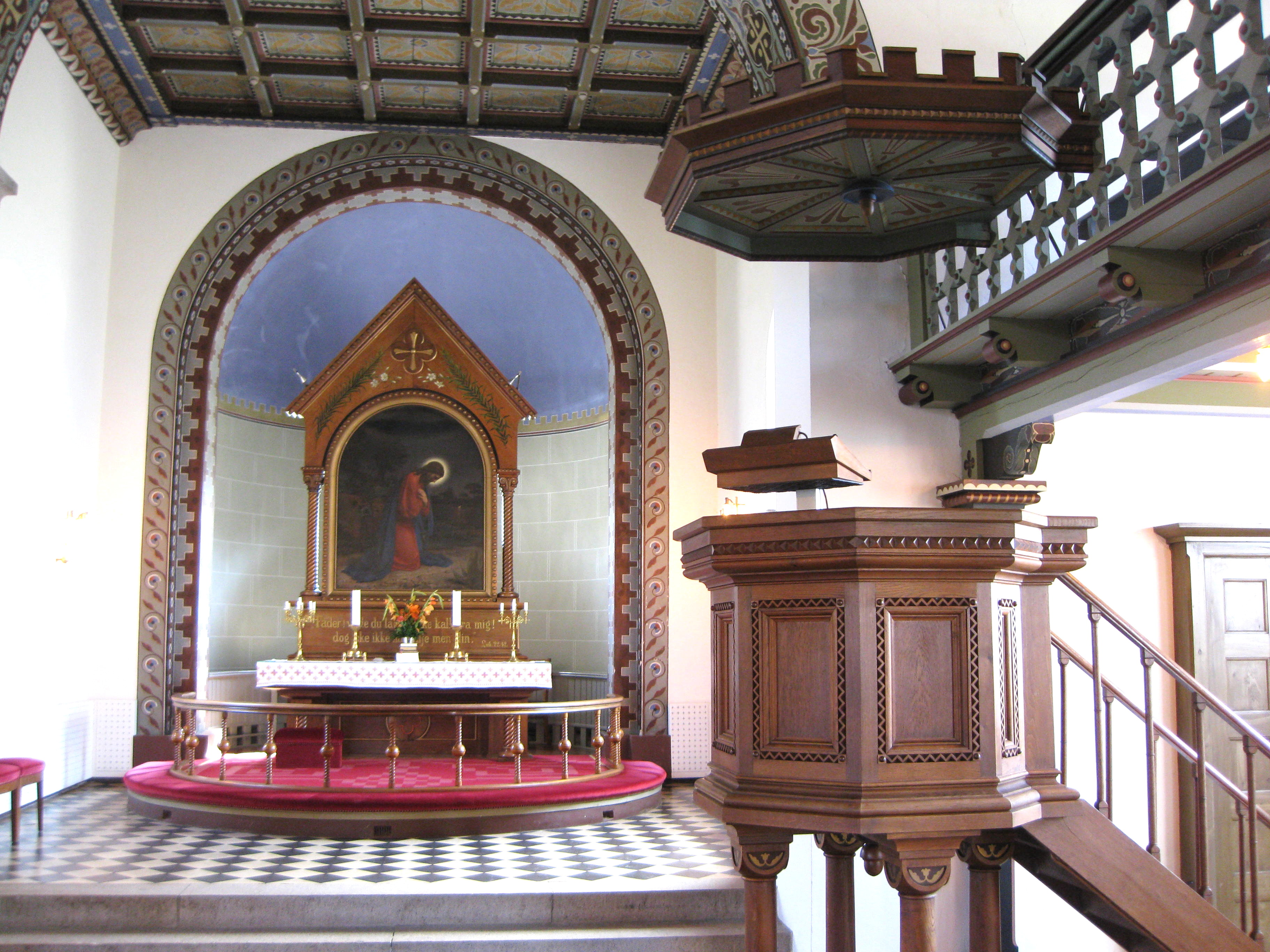
Interieur van de kerk van Vestermarie

Het interieur heeft een cassettenplafond. De bogen van het koor en de apsis hebben beschilderde omlijstingen. De noorder- en zuidergalerij zijn nog aanwezig. Uit de bouwperiode stamt de kansel en het altaarstuk met een beeltenis van Jezus in de hof van Getsemane.
In het kerkschip bevindt zich een keramisch kruis getiteld "Leven, dood, opstanding en eeuwigheid" van het kunstenaarsechtpaar Paul en Lisbet Hom. Het werd ter gelegenheid van de eeuwviering van de kerk in 1985 opgehangen.
Op het kerkhof staan 6 runenstenen uit de 11e eeuw.